# NGC 4460
NGC 4460 é uma galáxia espiral barrada (SB0-a) localizada na direcção da constelação de Canes Venatici. Possui uma declinação de +44° 51' 52" e uma ascensão recta de 12 horas, 28 minutos e 45,5 segundos.
A galáxia NGC 4460 foi descoberta em 10 de Abril de 1788 por William Herschel.